# Podział administracyjny Kościoła katolickiego w Polsce (XVI w.)
Zwierzchnictwo metropolity gnieźnieńskiego nad Kościołem polskim, opierające się na prawach prymacjalnych (1418) i urzędzie legata urodzonego (1515), zostało mocniej podkreślone przez nowe prerogatywy polityczne. Na sejmie konwokacyjnym w 1573 r. po śmierci króla Zygmunta Augusta prymas uzyskał przywilej polityczny interreksa, czyli pierwszego księcia w senacie i prawo nominacji króla. Na mocy tych przywilejów prymas z radą senatorów po śmierci króla wydawał uniwersały, zwoływał sejmy, oraz oznaczał termin i miejsce wyboru nowego króla, a po jego wyborze odbierał odeń przysięgę i koronował go uroczyście. W 1589 r. papież Sykstus V nakazał, by żaden z biskupów pod karą pozbawienia biskupstwa nie ważył się mianować i koronować, króla polskiego oprócz prymasa, któremu prawo to zostało wyłącznie zastrzeżone.
Ustrój metropolitalny Kościoła katolickiego na ziemiach ówczesnej Rzeczypospolitej nieco się zmieniał. Dla ziem polskich i litewsko-białoruskich była metropolia gnieźnieńska. Obejmowała ona archidiecezję gnieźnieńską i 11 sufraganii, przy czym w 2. poł. XVI w. odpadła diecezja lubuska nieco później przybyły diecezje: wendeńska, zwana później inflancką (faktycznie od 1621) i od 1636 r. smoleńska. W XVI w. i 1. poł. XVII w. ożywiły się kontakty diecezji wrocławskiej z metropolią, czemu wydatnie sprzyjały zarówno reformacja protestancka na Śląsku i ożywienie życia synodalnego w Polsce, jak i świadoma polityka kościelna wybitnych prymasów. Metropolia lwowska podlegała iure primaliali, a także iure iegationis naiae Gnieznu. Obejmowała ona w tym okresie oprócz archidiecezji lwowskiej 8 sufraganii na ziemiach polsko-ruskich i mołdawskich. Od końca XVI w. biskupi łuccy na Wołyniu rozpoczęli zabiegi zmierzające do przyłączenia się do metropolii gnieźnieńskiej, co nastąpiło w następnym stuleciu. Na skutek sekularyzacji metropolii ryskiej po 1560 r., diecezja chełmińska wróciła faktycznie pod jurysdykcję metropolity gnieźnieńskiego, ale diecezja warmińska, mimo wysiłku prymasów, utrzymała statut diecezji wyjętej i bezpośrednio podległej Stolicy Apostolskiej.
W przededniu reformacji w politycznych granicach Polski, łącznie z, lennami, Kościół łaciński posiadał 2 archidiecezje - metropolie (Gniezno, Lwów) i 15 diecezji. Na Śląsku była diecezja wrocławska podległa metropolii gnieźnieńskiej a na Pomorzu zachodnim "wyjęta" diecezja kamieńską. W wyniku reformacji 2 diecezje pruskie (pomezańska i sambijska w 1525), oraz kamieńska (1535) i lubuska (1555) stały się protestanckie. Straty terytorialne w tym okresie zostały wynagrodzone Kościołowi. Po zwycięskich wojnach z Rosją za króla Stefana Batorego zostały wcielone do Polski Inflanty. Ponieważ w czasach reformacji organizacja Kościoła katolickiego została tu całkowicie zniszczona, król Stefan konstytucją sejmu warszawskiego z 4 grudnia 1582 r. postanowił "przede wszystkim w podzięce Bogu najlepszemu za odniesione zwycięstwo założyć biskupstwo w tejże prowincji". Nowa diecezja, zwana od stolicy biskupstwa w Wenden - wendeńską, została erygowana przez Sykstusa V w 1585 r. i objęta swymi granicami Inflanty przynależne do Polski. Od 1621 r. została podporządkowana metropolii gnieźnieńskiej, a jej organizatorem został biskup Otto Schenking (1590–1637).
Ostatnia nowa diecezja w okresie przedrozbiorowym została utworzona na pograniczu Rzeczypospolitej z Wielkim Księstwem Moskiewskim. W wyniku wojny polsko-rosyjskiej (1609–1618) cała Smoleńszczyzna, Czernihowszczyzna i Siewierszczyzna przypadły Polsce. Dla tych ziem król Zygmunt III Waza postanowił w 1613 r. utworzyć diecezję smoleńską. Została ona uposażona przez króla Zygmunta III (1625) i króla Władysława IV (1635), a papież Urban VIII w 1636 r. dokonał jej formalnej erekcji. Weszła ona również w skład metropolii gnieźnieńskiej, a jej pierwszym pasterzem został biskup Piotr Parczewski (1635–1649).
We wszystkich diecezjach obydwu metropolii nastąpiła rozbudowa organizacji dekanalnej i sieci parafialne w diecezjach Wielkiego Księstwa Litewskiego. Na szczególną uwagę zasługują seminaria duchowne, które w myśl dekretu trydenckiego (1562) zostały powołane dla kształcenia i wychowania kleru. W Polsce zajął się nimi synod prymasa J. Przerębskiego (1561), ale faktycznie zaczęto je zakładać dopiero po zakończeniu Soboru. Chronologicznie pierwsze seminarium duchowne na ziemiach polskich założył we Wrocławiu biskup Kasper z Lagowa, który je uposażył w 1565 r. i powierzył księżom diecezjalnym. W 1575 r. Marcin Gerstman przeniósł je z Wrocławia do Nysy, gdzie klerycy uczęszczali do kolegium jezuickiego na wykłady. Drugie z rzędu seminarium erygował w Braniewie kard. Hozjusz w tymże roku, ale dokument erekcyjny wystawił 2 tygodnie później od wrocławskiego. Prowadzenie seminarium przejęli jezuici. Następne seminarium powstało we Włocławku z fundacji biskupa Stanisława Karnkowskiego w 1569 r. i było prowadzone przez księży diecezjalnych. Kolejne powstało w 1576 r. w Poznaniu, utworzone przez biskupa Adama Konarskiego. Kilka dalszych seminariów powstało jeszcze w XVI w.: papieskie w Braniewie (1579), diecezjalne w Wilnie (1582), dla archidiecezji gnieźnieńskiej w Kaliszu (1591), w Płocku (1595) i Krakowie (1594). Najopieszalej postępowała realizacja postulatów trydenckich w tym zakresie w metropolii lwowskiej. Pierwsze seminaria założono tu w XVII w.
Potrzeby religijne i polityczne kraju spowodowały rozwój życia synodalnego. Największe znaczenie miały synody prymacjalne. Przewodniczyli im prymasi, a od 1556 r. łącznie z nuncjuszami apostolskimi. Brali w nich udział biskupi, opaci obydwóch prowincji kościelnych i delegaci kapituł katedralnych. Uchwały tych synodów, dotyczące spraw religijnych, społecznych, kulturalnych i politycznych, obowiązywały w całej Polsce, a także w diecezji wrocławskiej na Śląsku. W latach 1506–1643 odbyło się 30 takich synodów. Ostatni z nich odbył się w Warszawie za prymasa Macieja Lubieńskiego w 1643. Mniejsze znaczenie miały synody prowincjalne. Nie było ich w metropolii gnieźnieńskiej. Tu bowiem wszystkie synody prowincjalne miały charakter prymacjalny. Odbywały się natomiast w metropolii lwowskiej w 1532 i 1564.
Synody diecezjalne, gromadzące pod przewodnictwem biskupów duchowieństwo diecezjalne, odbywały się w tym okresie bardzo często we wszystkich diecezjach. Najwięcej było ich w archidiecezji gnieźnieńskiej (28 w latach 1505–1647), w diecezji wrocławskiej na Śląsku (16 w latach 1507–1653), przemyskiej (20 w latach 1507–1641), płockiej (22 w latach 1507–1643) i poznańskiej (23 w latach 1506–1642). Ten bujny rozwój życia synodalnego załamał się wkrótce.